# Marcus Horatius Pulvillus (Konsul)
Marcus Horatius Pulvillus ist eine Figur aus der römischen Mythologie. Er gehörte zur patrizischen Familie der Horatier. Sein Beiname Pulvillus taucht in Ciceros Schrift de domo zum ersten Mal auf.
Der antike Historiker Dionysios von Halikarnassos beschreibt sehr ausgeschmückt (und darum wahrscheinlich als Teil einer späteren Fassung der Sage) die Beteiligung des Marcus Horatius an der Vertreibung der Tarquinier aus Rom (um 510 v. Chr.) Während dieser Zeit werden er und der spätere Konsul Titus Herminius vom König Tarquinius im Lager von Ardea zurückgelassen. Als die beiden vom Umsturz in Rom hören, verweigern sie dem König die Aufnahme im Lager. Stattdessen schließen sie mit den Feinden einen Waffenstillstand und kehren mit den Truppen nach Rom zurück. Die meisten antiken Quellen nennen Marcus Horatius als Konsul des ersten Jahres der Republik (509 v. Chr.), nachdem Lucius Iunius Brutus im Kampf gefallen, Spurius Lucretius Tricipitinus nach wenigen Tagen gestorben und Lucius Tarquinius Collatinus in die Verbannung gegangen ist. Sein Amtskollege war Publius Valerius Poplicola. Mit diesem führte er auch sein zweites Konsulat (507 v. Chr.).
Die einzige überlieferte, aber dafür in allen Quellen erwähnte Tat des Marcus Horatius war die Weihe des von den letzten römischen Königen erbauten Jupitertempels auf dem Kapitol. Warum gerade ihm und nicht seinem älteren Amtskollegen Publius Valerius Poplicola diese Ehre zuteilwurde, ist unter den antiken Historikern umstritten. Livius, Cassius Dio und Plutarch sind der Meinung, dass sie ihm durch Los zufiel, während Dionysios (und Plutarch an anderer Stelle) behaupten, Valerius sei zur fraglichen Zeit auf einem Feldzug gewesen. Ferner geht die Anekdote, dass dem Marcus Horatius bei der Weihe der Tod seines Sohnes gemeldet wurde, was ihn jedoch nicht aus der Ruhe bringen konnte. Livius, Plutarch und Cassius Dio versuchen, diese Passage mit der Behauptung in den Zusammenhang einzubetten, dass Marcus Valerius die Ehre der Weihe für seinen abwesenden Bruder vorbehalten wollte und darum versuchte, die Zeremonie abzubrechen.
Andere Quellen nennen Marcus Horatius auch als Suffektkonsul oder Pontifex maximus.